# 산탄젤로로디자노
산탄젤로로디자노(Sant'Angelo Lodigiano, 현지 발음 Sant'Angel)는 이탈리아 롬바르디아주 로디도의 코무네로, 밀라노 남동쪽 약 30 킬로미터 (19 mi) 지점, 로디 남서쪽 약 12 킬로미터 (7 mi) 지점에 위치한다.

## 인물
- 조반니 바티스타 좀마리바 (1762–1826), 변호사, 정치인, 미술품 수집가
- 성인 프란체스카 카브리니 (1850–1917), 가톨릭 교사이자 선교사
- 마리오 베카리아 (1920–2003), 1960년부터 1964년까지 시장, 기독교민주당 정치인, 1968년부터 1976년까지 이탈리아 대의원 의원
- 다닐로 갈리나리 (1988년 출생), NBA 선수
- 알레산드로 마트리 (1984년 출생), 축구 선수
- 산드로 토날리 (2000년 출생), 축구 선수